# Human Head Studios
Human Head Studios – producent gier komputerowych z Madison w stanie Wisconsin w USA.

## Historia

### Human Head Studios (1997 - 2019)
Human Head został założony w 1997 roku przez grupę sześciu programistów z Raven Software - Chrisa Rhineharta; Paula MacArthura, Shane'a Gurno, Ben Gokeya, Jamesa Sumwalta i Teda Halsteda - później dołączył do nich producent gier Tim Gerritsen. Pierwszą grą Human Head było Rune, gra akcji z perspektywy trzeciej osoby. Najznamienitszym tytułem studia był Prey - shooter z widokiem pierwszej osoby, którego producentem wykonawczym gry było 3D Realms.
20 kwietnia 2007 r. podano do wiadomości, że siedziba spółki przynajmniej częściowo została zniszczona w pożarze. 1 października 2007 firma została przeniesiona z powrotem do wyremontowanego biura.
12 listopada 2019 r. zadebiutował sequel Rune'a - Rune 2, natomiast dzień później studio ogłosiło upadłość. Przyczyną zamknięcia studia były problemy finansowe firmy.

### Roundhouse Studios (2019 -)
W tym samym komunikacie prasowym, twórcy poinformowali, iż cały zespół Human Head został zatrudniony przez Bethesdę i włączony do nowo powstałego Roundhouse Studios z siedzibą ulokowaną w tym samym mieście, co Human Head Studios; zaś na stanowisku dyrektora kreatywnego pozostał Chris Rhinehart.